# Conus leehmani
Espèce
Conus leehmani est une espèce de mollusques gastéropodes marins de la famille des Conidae.
Comme toutes les espèces du genre Conus, ces escargots sont prédateurs et venimeux. Ils sont capables de « piquer » les humains et doivent donc être manipulés avec précaution, voire pas du tout.

## Taxinomie

### Publication originale
L'espèce Conus leehmani a été décrite pour la première fois en 1979 par les malacologistes António José da Motta (d) et Dieter Röckel (d) dans « La Conchiglia »,.

### Synonymes
- Conus (Pionoconus) leehmani da Motta & Röckel, 1979 · appellation alternative
- Pionoconus leehmani (da Motta & Röckel, 1979) · non accepté